# Planaphrodes elongatus
Planaphrodes elongatus är en insektsart som beskrevs av Lethierry 1876. Planaphrodes elongatus ingår i släktet Planaphrodes och familjen dvärgstritar. Inga underarter finns listade i Catalogue of Life.